# Dominik Biemann
Dominik Biemann (1. dubna 1800 Nový Svět – 29. září 1857 Cheb) byl český rytec skla období biedermeieru, který své současníky zastínil mimořádným výtvarným nadáním i řemeslnou dokonalostí.

## Život
Dominik Biemann se narodil jako čtvrté dítě v chudé rodině Franze Biemanna, truhláře a formíře harrachovské hraběcí sklárny v Novém Světě (Neuwelt). Jeho kmotrem byl inspektor a pozdější ředitel novosvětské sklárny Johann Pohl (1769-1850). Absolvoval pouze tři a půl roku základní školy. Od věku sedmi let pracoval jako pomocník ve sklárně, nejprve po vyučování, později nastoupil jako "odnašík" do sklárny v Novém Světě a v Schaffgotské sklárně v Sklarzske Porębě. Mezi lety 1814-1818 se vyučil rytcem skla u staršího bratra svého kmotra a vlastníka sklářské rafinerie v Novém Světě Franze Pohla (1764-1834). Jako rytec pracoval v novosvětské sklárně následujících sedm let. Počátkem roku 1825 požádal hraběte Harracha o povolení usadit se v Karlových Varech nebo stát se samostatným rytcem s pevným platem v Novém Světě. Vedení sklárny ho doporučilo jako školitele rytců, který by vedl vlastní kreslířskou školu a pokračoval v samostatné umělecké činnosti.
Když hraběcí kancelář ve Vídni Biemannovu žádost nepřijala, odešel z Nového Světa a roku 1826 se zapsal ke studiu u Josefa Berglera na pražské Akademii, kde je jako student u uváděn do roku 1829. Byl současníkem malířů Antonína Mánesa a Antonína Machka. V zimních měsících pobýval v Praze a roku 1827 se stal pražským měšťanem. Letní měsíce trávil ve Františkových Lázních, kde se věnoval rytí portrétů lázeňských hostů. Pracoval pro obchodníky se sklem Antona Heinricha Mattoniho (1779-1864) a Franze Steigerwalda (1789-1861), kteří jeho práce prodávali v Bavorsku a ve Frankfurtu nad Mohanem. Již roku 1828 se jeho roční příjem zvýšil na desetinásobek platu, který pobíral v Novém Světě. Na přelomu let 1829-1830 žil ve Vídni. Ve třicátých letech pracoval ve městech Gotha a Coburg. Roku 1834 pracoval v Berlíně na zakázkách pro pruský královský dvůr. Také jeho předčasně zemřelý bratr Vincenc Biemann (1811-1848) byl rytcem skla.
Počátkem 40. let, po rozšíření dagguerotypie, poklesla poptávka po rytých portrétech ve skle a Biemann, obávající se úpadku a chudoby, přijal práci ředitele zrcadlárny Václava Veitha v Hůrce (Hurkenthal) na Šumavě. Byl obětí zášti místních správců a proto roku 1847 tuto práci ukončil a odstěhoval se do Františkových Lázní, kde si pronajal hotelový pokoj. Po zbytek života nesl následky otravy rtutí, užívané při výrobě zrcadel, a trpěl častými horečkami a chrlením krve. Měl deprese a stal se z něj podivín nedbající o svůj zevnějšek. Při záchvatu stihomamu se roku 1855 pokusil o sebevraždu. Utrpěl také mozkovou mrtvici, po které mu ochrnula pravá ruka, a poslední dny strávil ve veřejné chebské nemocnici, kde 29. září 1857 po dalším záchvatu zemřel. Jeho díla upadla na čas v zapomnění a znovu je objevil Gustav Edmund Pazaurek na konci 19. století.
Díla Dominika Biemanna se nacházejí v předních světových sbírkách. Roku 1998 byla v Harrachově založena Společnost Dominika Biemanna. 19. 9 . 1999 byla za přítomnosti Sophie Harrach odhalena pamětní plaketa Dominika Biemanna u jeho rodného domku v Novém Světě v Harrachově u příležitosti 200. výročí jeho narození. K tomuto výročí se konalo pod patronací českého výboru UNESCO slavnostní shromáždění v Akademii výtvarných umění v Praze. Roku 2001 založil Jiří Harcuba Mezinárodní školu Dominika Biemanna, která se koná na různých místech ve světě.

## Dílo

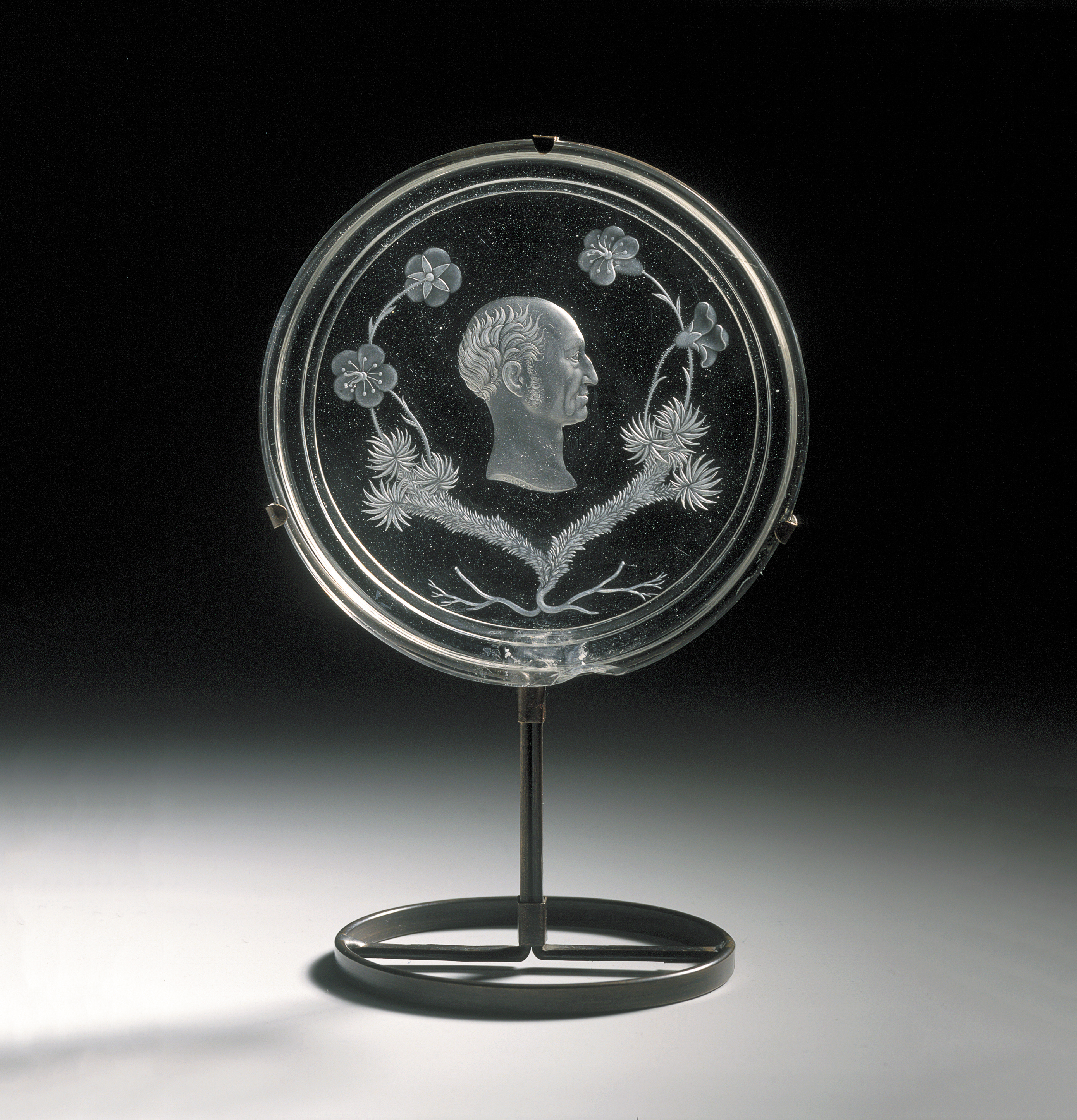
20. Dominik Biemann, Medailon s portrétem Kašpara Marii hraběte ze Šternberka, po r. 1830, Uměleckoprůmyslové muzeum v Praze

Dominik Biemann projevoval výtvarné nadání už jako malý chlapec. Ve čtyřech letech modeloval figurky zvířat z hlíny, které pak vypaloval v peci a v pěti letech vyřezával figurky ze dřeva. Jeho učitel Franz Pohl byl známý řezáč skla a pečetí, oceněný roku 1803 zlatou medailí, udělenou krajským úřadem království českého. Nejstarší datovaná Biemannova práce, Madonna della Sedia podle Raffaela Santi z roku 1826, charakterem řezby i správným anatomickým zvládnutím vyobrazených postav předstihuje práce Pohlovy.
Již raná Biemannova díla z dob studia na Akademii jsou považována za mistrovská. Tematikou jsou nejčastěji jezdci, koně, psi a portréty. Portréty vytvářel podle živých modelů a studoval rysy a typ jejich tváře i povahu, což v jeho době nebylo obvyklé. Měl neobyčejný pozorovací talent a fenomenální paměť a své zákazníky portrétoval až poté, co s nimi pohovořil. Ve Františkových Lázních pobývala bohatá klientela ze všech společenských vrstev, včetně panovníků, šlechticů a bohaté buržoazie. Významnou část jeho zákazníků tvořila ruská aristokracie. Kromě portrétování nabízel sklo s rytými náboženskými motivy a loveckými scénami. V letech 1829 a 1831 se Biemann zúčastnil pražských průmyslových výstav a byl oceněn stříbrnými medailemi.
Skleněné polotovary Biemannovi dodávala sklárna hraběte Harracha v Novém Světě a rovněž firma obchodníka a rafinéra Franze Vogela. Dokončené rytiny uchovával ve formě sádrových otisků, které sloužily také k propagaci.

### Známá díla
- Dominik Biemann: Číše – Madonna della Sedia (podla Raffaela Santi) / Portrét neznámého muže (1826), nejstarší Biemannova datovaná práce[11], křišťálové sklo, foukané broušené a ryté, sbírka Muzea skla a bižuterie v Jablonci nad Nisou[12]
- Dominik Biemann, Podobizna Kašpara hrabě Šternberka (1833), Uměleckoprůmyslové muzeum v Praze
- Dominik Biemann, Číška na nožce, Moravská galerie v Brně On line

### Zastoupení ve sbírkách (výběr)
- Uměleckoprůmyslové muzeum v Praze
- Muzeum skla a bižuterie v Jablonci nad Nisou
- Moravská galerie v Brně
- Sklářské muzeum, Kamenický Šenov
- Metropolitan Museum of Art, New York[13]
- Victoria and Albert Museum, Londýn[14]
- Museum Kunstpalast, Düsseldorf[15]
- Badische Landesmuseum Karlsruhe
- Glasmuseum Passau

### Mezinárodní škola Dominika Biemanna - místa konání
- 2001 – Sklárna Novosad a syn, Harrachov
- 2002 – Sklářská škola, Kamenický Šenov
- 2003 – Bild-Werk, Frauenau, Německo
- 2004 – Střední uměleckoprůmyslová škola, Jablonec nad Nisou
- 2005 – Střední umělecká škola, Neu Gablonz, Německo
- 2006 – Sklářská škola, Kamenický Šenov
- 2007 – Sklářská škola, Rheinbach, Německo
- 2008 – Sklářská škola, Nový Bor
- 2010 – Studio sklářského muzea v Corningu
- 2011 – Studio sklářského muzea v Corningu
- 2012 – Studio sklářského muzea v Corningu